# Camagüey (pokrajina)
Camagüey je najveća kubanska pokrajina. Glavni grad se također zove Camagüey. Reljef je ravan. Na sjevernoj obali se pruža dugačko otočje Jardines del Rey (Kraljevi vrtovi) s mnogim koraljnim otocima. Brojne pješčane plaže su velik turistički potencijal. Značajna je poljoprivreda (uzgoj šećerne trske i proizvodnja šećera) i stočarstvo (govedarstvo).